# Biker Like an Icon
«Biker Like an Icon» es una canción compuesta por el músico británico Paul McCartney y publicada en su álbum de estudio de 1993 Off the Ground. La canción fue publicada como sencillo en formato de disco de vinilo de 12 pulgadas y fue acompañada de un videoclip, recopilado posteriormente con la publicación en 2007 del DVD The McCartney Years.
La canción fue interpretada en directo a lo largo de la gira The New World Your, y una versión en directo figura en el álbum de 1993 Paul is Live!. 

## Lista de canciones
Todas las canciones escritas y compuestas por Paul McCartney excepto donde se anota. 
| N.º | Título                            | Escritor(es) | Duración |  |
| 1.  | «Biker Like an Icon»              |              |          |  |
| 2.  | «Midnight Special»                | Tradicional  |          |  |
| 3.  | «Things We Said Today»            |              |          |  |
| 4.  | «Biker Like an Icon» (en directo) |              |          |  |